# W.A.S.P. (album)
W.A.S.P. è il primo album della heavy metal band W.A.S.P., uscito nel 1984 per l'Etichetta discografica Capitol Records.
L'album è il risultato della registrazione definitiva dei brani apparsi sui vari demo pubblicati dalla band nei due anni precedenti con l'aggiunta di L.O.V.E. Machine (già suonata da Lawless ai tempi dei "Circus Circus") ma privato dei brani Animal (Fuck Like a Beast) e Show No Mercy che però già spopolavano dal vivo. 
Pubblicato inizialmente con il titolo Winged Assassins, l'album è stato riedito come W.A.S.P. dopo qualche mese e raggiunse in breve la cifra di 500 000 copie vendute.

## Il disco
Tutti i brani dell'album sono stati composti dal chitarrista/bassista/cantante Blackie Lawless ad eccezione di Tormentor, scritto in coppia col chitarrista Chris Holmes, e The Flame, scritto da Lawless, Holmes e J.Marquez.
L'album si apre con un potente rullo di tamburi che porta a I Wanna Be Somebody, uno dei brani più veloci del disco ed una forte rappresentazione lirica di ogni adolescente che vuole fuggire dalla dura realtà. L.O.V.E. Machine è meno sostenuta ma è il brano dove la voce di Lawless brilla di più con la sua tecnica potente che raccoglie in un unico acuto tutti gli sforzi. B.A.D. è un altro brano aggressivo dove emerge la figura di Chris Holmes che ci regala uno dei suoi migliori assoli mai eseguiti.
Il brano School Daze è stato interpretato come un adattamento di School Out di Alice Cooper, massima fonte di ispirazione per Lawless, ed è un brano piuttosto commerciale che, pubblicato come singolo, è stato eclissato dalla sua b-side, il brano Paint it Black cover dei Rolling Stones.
La seconda parte del disco si apre con Hellion, un altro brano veloce dal testo eloquente che parla di decadenza, di droga e del diavolo. Sleeping (In The Fire) si discosta dall'andamento selvaggio dell'album presentandosi come una semi-ballata dalla voce melodica e dall'alternarsi di una parte blues e di un'acustica. Si tratta di uno dei brani più famosi dell'album, sempre eseguito dal vivo (anche in versioni interamente acustiche).
Un altro rullo di tamburi riaccelera l'album e porta a Tormentor, brano poderoso con riffs elaborati. On Your Knees mantiene veloce il ritmo dall'inizio ed è inesorabile fino alla fine così come The Torture Never Stops che termina con una nota alta dopo un riff accattivante.
Show No Mercy, b-side di Animal (Fuck Like a Beast), è un brano particolarmente aggressivo con testi sulla ribellione.

## Tracce
Testi e musiche di Blackie Lawless eccetto dove indicato.

### Originale
1. I Wanna Be Somebody – 3:43
2. L.O.V.E. Machine – 3:51
3. The Flame (Lawless / Holmes / Marquez) – 3:41
4. B.A.D. – 3:56
5. School Daze – 3:35
6. Hellion – 3:39
7. Sleeping (In the Fire) – 3:55
8. On Your Knees – 3:48
9. Tormentor (Lawless / Holmes) – 4:10
10. The Torture Never Stops – 3:56

### Remaster 1998
1. Animal (Fuck Like a Beast) – 3:06
2. I Wanna Be Somebody – 3:43
3. L.O.V.E. Machine – 3:51
4. The Flame (Lawless / Holmes / Marquez) – 3:41
5. B.A.D. – 3:56
6. School Daze – 3:35
7. Hellion – 3:39
8. Sleeping (In the Fire) – 3:55
9. On Your Knees – 3:48
10. Tormentor (Lawless / Holmes) – 4:10
11. The Torture Never Stops – 3:56
12. Show No Mercy (bonus) – 3:38
13. Paint it Black (bonus) – 3:27 (cover dei Rolling Stones)

## Singoli
- Animal (Fuck Like a Beast) (b-side: Show No Mercy)
- I Wanna Be Somebody (b-side: Tormentor)
- L.O.V.E. Machine Promo (b-side: L.O.V.E. Machine (rock mix)
- L.O.V.E. Machine (b-side: Paint It Black)
- Sleeping (In the Fire) (promo)
- School Daze (b-side: Paint It Black)

## Formazione
- Blackie Lawless - voce, basso
- Randy Piper - chitarra, coro
- Chris Holmes - chitarra
- Tony Richards - batteria, coro

## Curiosità
- L.O.V.E. Machine è stata ottenuta apportando alcune lievi modifiche a L.O.V.E. Me: una canzone scritta da Blackie Lawless nel corso degli anni settanta e, suonata dal vivo in svariati concerti con i Circus Circus, la sua band di quel periodo.
- L'Intro utilizzata nella traccia School Daze è Il Pledge of Allegiance che recitano dei bambini all'inizio del film ...e giustizia per tutti del 1979.